# Saint-Coulitz
Saint-Coulitz település Franciaországban, Finistère megyében. Lakosainak száma 471 fő (2022. január 1.). Saint-Coulitz Cast, Châteaulin és Lothey községekkel határos.

## Népesség
A település népessége az elmúlt években az alábbi módon változott:
| Lakosok száma | 357  | 348  | 354  | 424  | 415  | 425  | 437  | 456  | 459  | 471  |
|               | 1968 | 1982 | 1990 | 2006 | 2013 | 2015 | 2017 | 2019 | 2020 | 2022 |